# Beilschmiedia manantlanensis
Beilschmiedia manantlanensis är en lagerväxtart som beskrevs av R. Cuevas G. & T. S. Cochrane. Beilschmiedia manantlanensis ingår i släktet Beilschmiedia och familjen lagerväxter. Inga underarter finns listade i Catalogue of Life.